# Snack Brands Australia
Snack Brands Australia (SBA) est l'un des principaux fabricants de chips et autres aliments de grignotage d'Australie. C'est le principal concurrent de la filiale australienne de PepsiCo, The Smith's Snackfood Company. SBA a été créée en août 1998. Elle est détenue par la société Snack Foods Limited.

## Histoire
Après l'acquisition de la Smith's Snackfood Company, premier producteur de grignotines salées, par Frito-Lay, deuxième producteur australien, un accord entre  la Commission australienne de la concurrence et des consommateurs (Australian Competition and Consumer Commission, ACCC) et la société Frito-Lay a conduit cette dernière à céder  plusieurs marques dans le but de prévenir les pratiques commerciales déloyales qui pouvaient résulter d'une situation de monopole.
Ces marques sont notamment :
- CC's
- Cheezels
- Thins (chips)
- Samboy (chips)
- Tasty Jacks

En outre, plusieurs sites de production ont été cédés, y compris des usines dans les États d'Australie-Méridionale, de la Nouvelle-Galles du Sud et du Victoria. L'ensemble, baptisé ensuite « Snack Brands Australia », a été vendu au groupe Dollar Bonbons Holdings, devenu par la suite « Snack Foods Limited ».
En avril 2008, Campbell Arnott's a vendu sa filiale Arnott’s Snackfoods à la société « The Real McCoy Snackfood Co ».
Cette transaction a permis à Snack Brands Australia de prendre le contrôle d'une marque de chips populaire, Samboy et de réapprovisionner les distributeurs australiens à la demande de groupes Facebook et d'appels téléphoniques émanant d'anciens clients.